# Княжество Абазия
Княжество Аба́зия (абх. Абазашта, итал. Abasgia, тур. Abazistan )  — абхазо-абазинское государство, существовавшее на  территории Северного и Южного Кавказа. В ходе Русско-Кавказкой войны было присоединено Российской Империи.

## История

### Вторжение монголов
В XIII в. н.э. в Кавказ вторгаются монголы. B тот период абазы, делающие попытку освободиться от власти грузин,  встречают союзников в лице мусульман турок-сельджуков. Абазское ополчение переходит на службу к румско-сельджукскому султану Гияс-ад-дину Кейхосрову II, а владетельный князь Дар-ад-дин Чачба  назначается главнокомандующим сельджукской армии. Однако Битва при Кёсе-даге в 1243 г. с монголо-грузинской армией Байчжу-нойона была проиграна: князь Чачба был убит в начале битвы, что вызвало замешательство среди превосходивших по численности турок, никогда не сталкивавшихся со столь жестоким и хладнокровным противником и совершенно незнакомым ведением боя. Подробные событие описываются в трудах армянского  историка Гетума Патмича

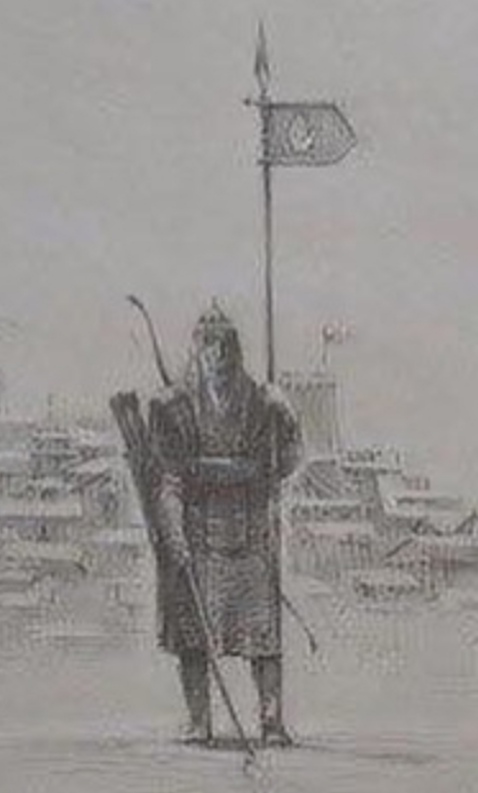
Абазский воин XIII в. (Питиунт)

Это царство разделяется на две части. Одна часть называется Грузия, а другая - Абасия. Там всего было два царя, один из которых, т.е. грузинский царь, подчиняется самодержцу Азии, а абаский царь силен народами и неприступными твердынями, поэтому ни самодержец Азии, ни монголы не могли взять его под свое иго.

### Генуэзская колонизация
В XIII–XV вв. Генуя, могущественная республика во главе с дожем, занимала ведущее место в международной черноморской торговле. В Каффе была заложена её главная колония, а в 1280 году открыт «Официум Газарии» для управления всеми Причерноморскими колониями.
Их торговые поселения (фактории) появились во многих пунктах княжества: Какари, Санта-София, Пецонда, Каво ди Буксо, Никоффа, Севастополис – Сан-Себастьян, Олагуана, Каво Зизибар, Таманса – Сан-Томмазо и Сан-Анжело.
В городе Севастополь есть католическая община. Поэтому папа римский учредил в Севастополисе в 1318 г. епископство. Всё это вызвало неоднозначную реакцию у жителей города. Так, епископ Севастополиса Геральди тогда жаловался архиепископу Кентерберийскому, что здешний православный священник и народ, при участии мусульман и иудеев, «повалили 15 надгробных камней» и крест на католическом кладбище. Местные правители и купцы,  не были заинтересованы в конкуренции. Поэтому генуэзцам пришлось заключить особый договор с ними, чтобы основать своё поселение в Севастополисе. Данное событие произошло в 1354 г., когда генуэзский флот полностью уничтожил военный флот конкурировавших венецианцев и стал единолично господствовать на Чёрном море. Местные  феодалы иногда подвергались разграблению богатые итальянские кварталы города. Подобные конфликты обычно улаживались путём дипломатических переговоров. Известно, что генуэзские кварталы Севастополиса разрушались по крайней мере несколько раз
После взятия турками Константинополя, в Севастополисе во второй половине XV в. впервые появился турецкий флот. Генуэзцам пришлось через некоторое время покинуть территорию княжества.

### Борьба с Османской империей
В 1578 г. на короткое время в Севастополисе разместился турецкий гарнизон.
блокировали город с моря, так как не могли овладеть им со стороны суши. Пришлось пойти на выплату дани.  Феодалы даже начали получать турецкие имена.
В мае 1634 г. турки высадили большой десант в районе Кодорского мыса, опустошили прилегающий район и разграбили Драндский монастырь. Они обложили абазов данью, но те платили её недолго, а потом и вообще прекратили. Турки использовали междоусобицы местных феодалов в своих корыстных целях.
В 1724 г. турецким архитектором Юсуфом-ага была построена крепость бастионного типа. Она и сам город стали называться Сухум-Кале. Турки осмысливали это название по-своему, как «су» – вода, «хум» – песок, «кала» – крепость, город. В 30-х годах XVIII в. в Сухум-Кале служило от 70 до 112 солдат.

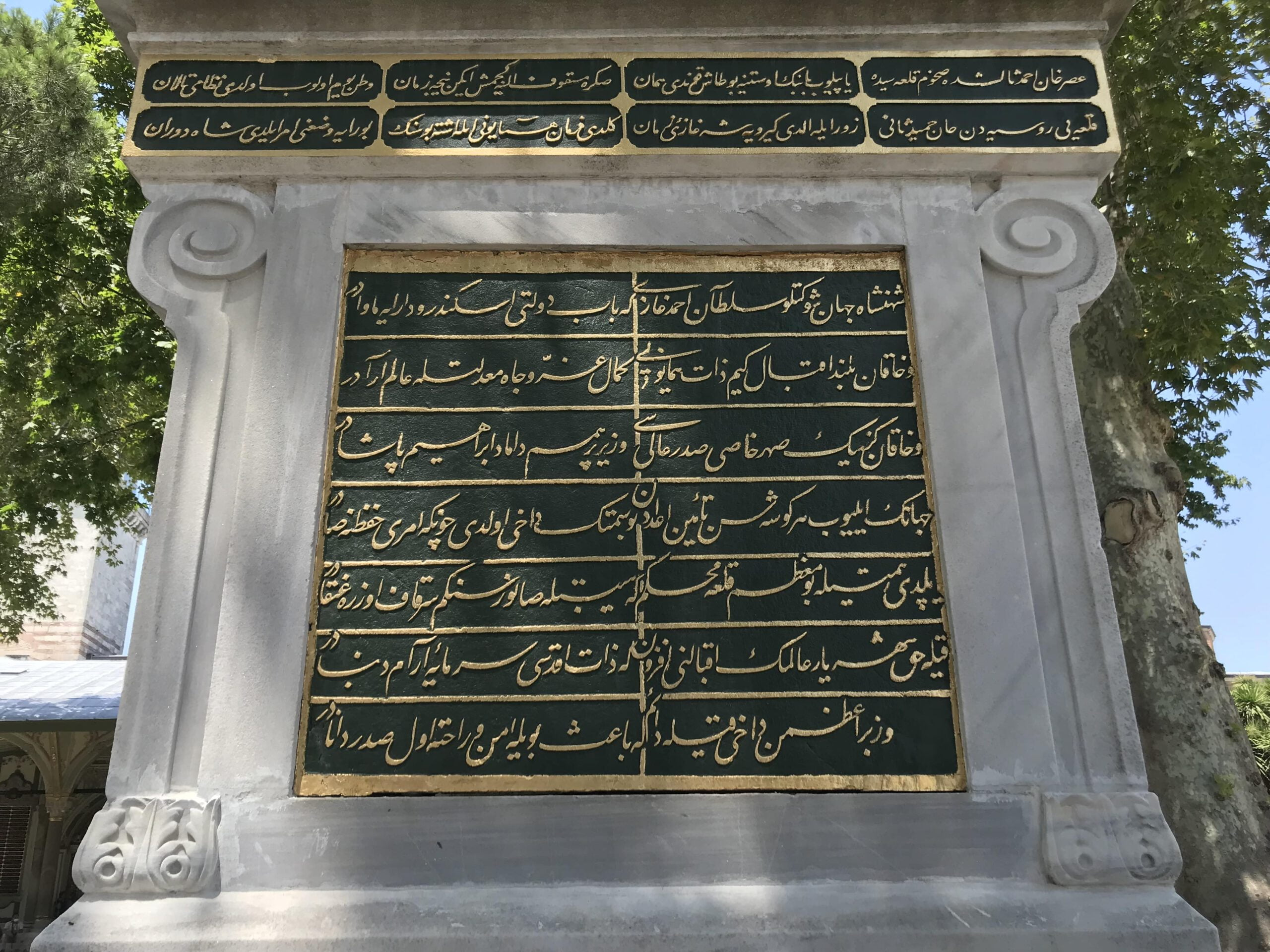
Книга Сухум-Кале(Турция, Стамбул)

После того как турки в 1733 г. ограбили и сожгли Илорский храм, а затем двинулись в северо-западную территорию государства, Князья Чачба и его подданным пришлось перейти в мусульманство. Однако вскоре между ними и османами возникла ссора. Абазы напали на лагерь турок и уничтожили его. Часть османов бежала с пашой, другая – погибла. В результате абазы отвоевали не только всё имущество, но и вновь обратились в свою веру.

### Русско-Кавказская Война
Из-за претензий на Кавказ между Россией и Турцией в 1787 г. вспыхнула новая война. Воспользовавшись ею, религиозный чеченский деятель Шейх Мансур после нанесенного им поражения от русских войск бежал к абазам, и они в очередной раз поднялись на борьбу с Россией. В ответ на это войско ген. П.А. Текелли перешло р. Кубань и произвели опустошения абазских земель на пространстве между Кубанью и Лабой. Мансур бежал на Черноморское побережье и скрылся у турок в крепости Анапа. В 1790 г. трапезундский Батал-паша с большим войском выступил из Анапы на восток. И 30 сентября в верховьях р. Горькой, турецкое войско было разгромлено. При беспорядочном бегстве турецких солдат абазы брали их в плен. В память, об этой победе основанную позже рядом с местом боя станицу назвали Баталпашинской.

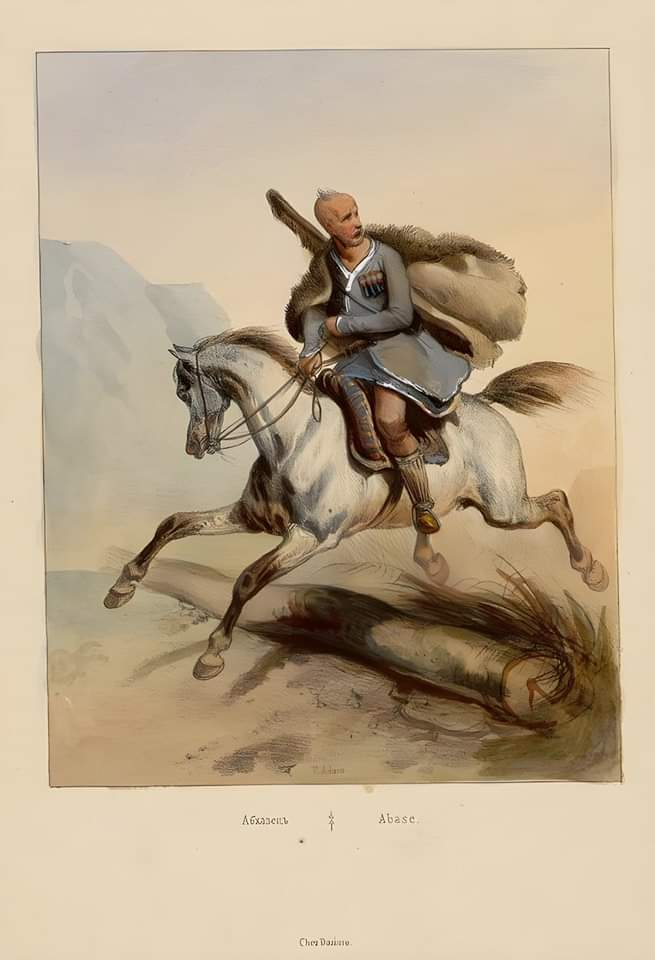
Картина Жана Виктор Адама «Абазский всадник»

По Адрионопольскому трактату 1829 г. Россия получила Ахалцихский пашалык, крепости Поти и Анапу весь закубанский край и побережье Черного моря. Воспользовавшись этим, царское правительство решило оккупировать эти земли и установить здесь свой режим.
В декабре 1840 - январе 1841 гг. карательная экспедиция полк. Н.Н. Муравьева обрушилась на Цебельду и Дал. Дальцы были изгнаны в Цебельду, а их жилища и зимние запасы продовольствия «преданы огню». Для того, чтобы отомстить карателям за разорение убыхской и абазской земли, отряд из 1000 убыхов во главе с Керантуком Берзеком напал в феврале 1841 г. на с.Отхара, а также на Гагрскую крепость.
Летом 1857 г. убыхи и садзы неоднократно штурмуют Гагрское укрепление.
В августе 1860 г. на р. Псху были двинуты значительные силы под командованием генерала Корганова, которые встретили яростное сопротивление военного союза горцев – абаз и убыхов Но силы были неравные, восстание было потоплено в крови.
21 мая 1864 г. Россия завершила Русско-Кавказскую войну победным парадом войск на Красной поляне, в верховьях р. Мзымта. Последнее сопротивление и последний бой царским войскам на Кавказе оказали Абазские племена Садзы, Псху, Ахчпсоу, Аибга, после чего более чем столетняя Русско-Кавказская война была закончена.
С XVII-XX века абазы переселялись в Турцию, под давлением царской администрации. В настоящее время большая часть абазов(абхаз, абазин), проживают за исторической родиной.

## Экономика

### Торговля
Одним из важнейших предметов экспорта являлся лес, на который был большой спрос в Средиземноморье. Появились даже особые «лесорубы», специально скупавшие лесные участки, предназначенные для рубки. Очень ценились: драгоценный самшит, «железное» и «красное» дерево, корабельный и строительный лес.

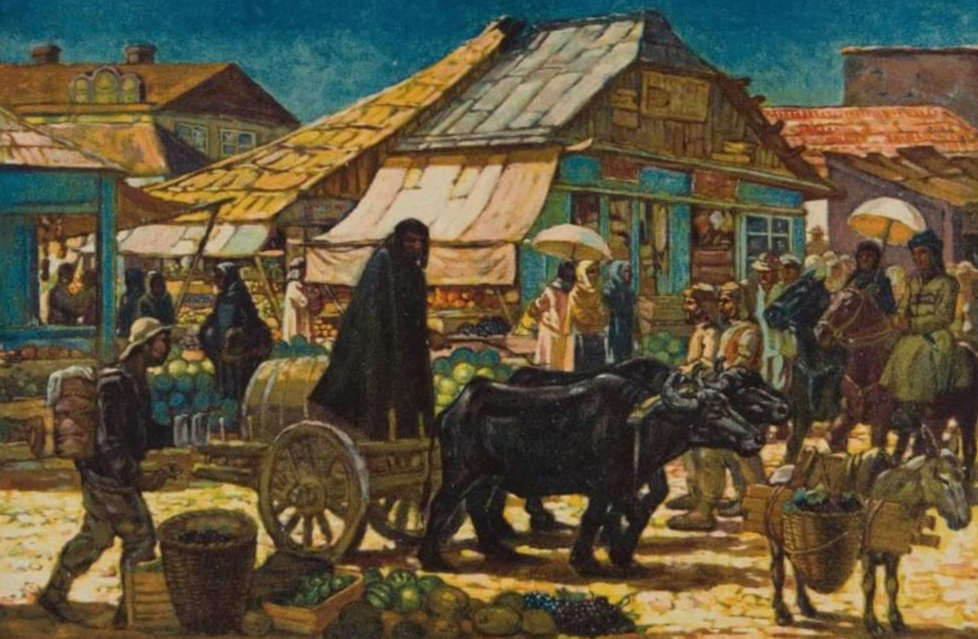
Базар в Абазии

Вывозили также зерно и вино. В Каффе был даже введён специальный налог на ввоз вин из Севастополиса, который затем отменили. Большим спросом в Западной Европе пользовались поступавшие по морю необработанные шкуры и кожа. Генуэзцы, скорее всего, на концессионных началах приступили к эксплуатации свинцовых рудников в долине р. Гумиста, близ Севастополиса. Большим спросом в Европе пользовались: сушёная и солёная рыба, лососевая икра, воск, шкуры лис и куниц, овцы, хлопчатник, шафран, фрукты, руда, содержащая серебро, лекарственные травы из Абазии и др.
Товарооборот Севастополиса в 1378 г. составлял 12000 сомм.

### Работорговля
Одним из важных источников дохода феодалов  был «живой товар», который торговцы доставляли в Золотую Орду и на все невольничьи рынки Средиземноморья.
Работорговля подчинялась опредёленным правилам. Составлялись купчие грамоты, в которых указывались имена продавца и покупателя, возраст раба, пол, этническая принадлежность и стоимость. Эти акты заверял нотариус. Подобные акты помогли выяснить, что большая часть рабов происходила из Северного и Северо-Восточного Причерноморья. Обычно это были пленные или бедные соплеменники. Из Севастополиса рабы вывозились в Каффу, откуда позже вывозились в Египет и  Западную Европу.

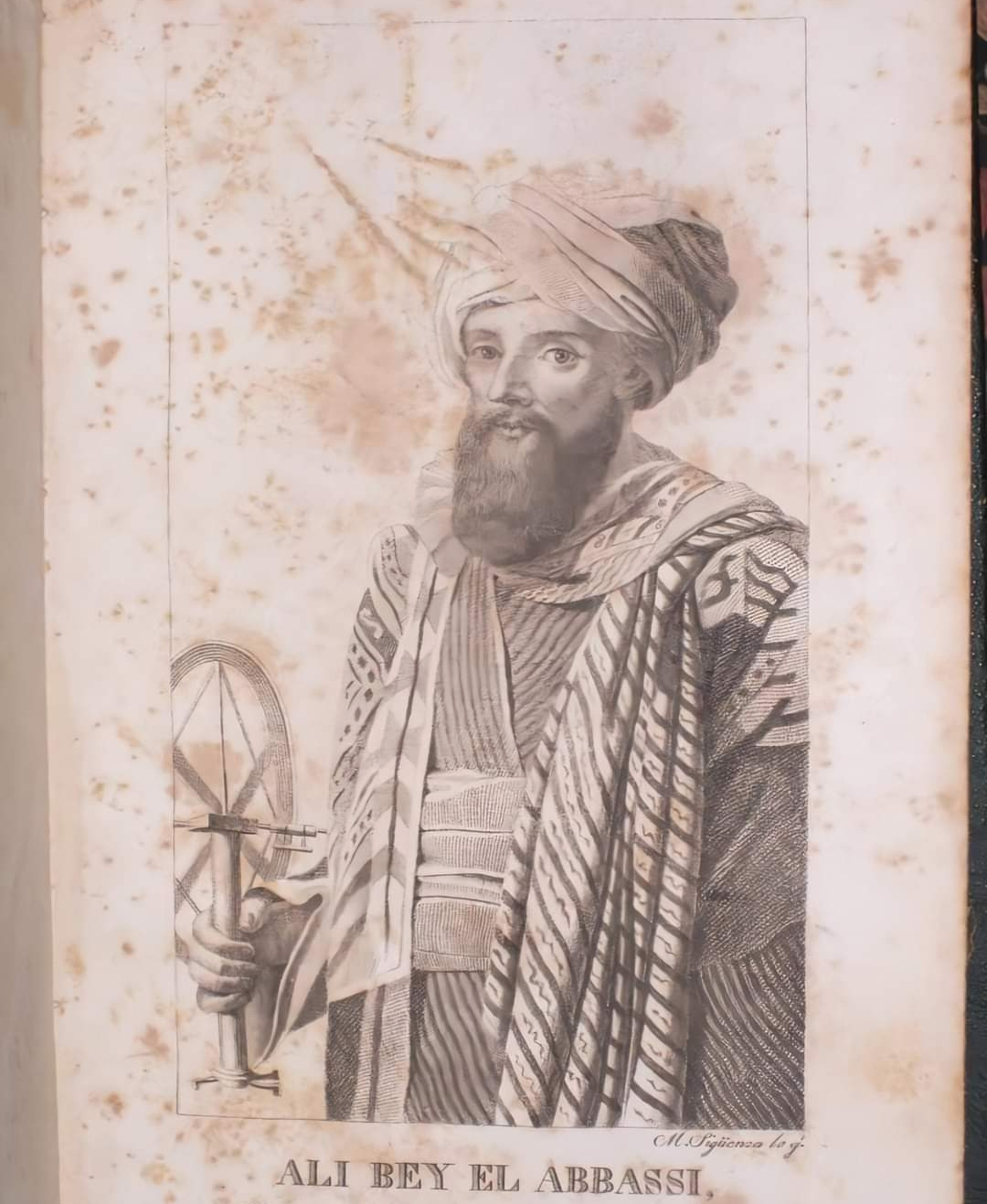
Али-бей Абаза мамлюк абазского происхождение

## Ислам
Впервые мусульмане, как выделяющаяся диаспора Себастополиса, упоминаются в документах начала XIV в. В частности, о них сообщается в жалобе католического миссионера Пиэтро Геральли  на противодействие распространению западной ветви христианства со стороны местных жителей, в т.ч. и «сарацин»
В тот период времени в Египте у власти находится мамлюкская династия Бурджу, которую представляли «черкесы», т.е. и абазы. Побывавший в 1779-1783 гг. в Тифлисе Я.Рейнегс писал об абазах и черкесах: 
В прежнее время многие из них отваживались отправляться в Египет, чтобы предаться там в солдаты или в рабство. В отряде мамлюков в самом Каире среди жителей было очень много таких, которые родились в горных долинах Абазии
 Многие мамлюки, заслужив высокие военные чины и положение в обществе, возвращаются на историческую родину, где строят первые мечети и становятся распространителями ислама. Эвлия Челеби повествует об одном из абхазских обществ:
Среди них есть абаза, приехавшие из  Стамбула и из Египта. У них много мечетей и много мусульман с семьями и домочадцами
О следах того времени свидетельствуют и географические названия - находящийся возлег.Пицунда поселок носит название «Мюссера» По всей видимости здесь некогда находилось поселение абазов-мамлюков, вернувшихся из Египта и назвавших свое место жительства по имени своей второй родины.
Основной период знакомства абазов с исламом, османский, начинается после середины XV в., во времена правления султана Мехмеда II Фатиха, когда в 1462-1464 гг. султанат закрепляется в прибрежной части княжества. Тогда же в отстроенной заново турками крепости Сухум-Кале появляется официальный представитель султана. В XVI в. некоторые  владетельные князья Абаз официально признают власть первого халифа из рода Османов Селима I и становятся его вассалами, в 1578 г. флаг княжества приобретает мусульманскую символику. О распространении ислама уже в тот период говорит найденная в Абхазии могильная плита ахуаджа ду Мехмеда, сына Насуха, которая датируется 1598 г.
Турецкий историк Кятиб Челеби (не ранее 1645 г.) так пишет о Сухуме: «...жители этого города мусульмане». Католический миссионер Кристофоро де Кастелли, побывавший в Грузии и Абхазии в то время, отметил: «...в 1650 году абхазский владетель со всей семьей являются больше мусульманами, чем иного вероисповедания». В том же веке в Сухуме строятся две большие деревянные мечети, что подтверждает в своей монографии «Новейшие географические и исторические известия о Кавказе» начала XIX в. С.М.Броневский, посвященной Кавказу: «В городе (Сухуме) и предместье заключается более тысячи домов,... две мечети и один фонтан». Это приводит и к тому, что в 1659 г. окончательно потерявший паству православный католикос Абхазии Захарий бежит из резиденции в Пицунде к себе на историческую родину в Грузию, в Гелати. В 70-х гг. XVIII в. власть абазских владетелей, носившая до того исключительно локальный характер, приобретает официальный статус в османском государстве. Владетель Мухаммад-бей Чачба становится первым пашой Абазии, получив при этом во владение крепость Сухум-кале. Турецкий гарнизон при этом покидает Абазию, а войска владетеля уже считаются османскими.